# 1946年のグランプリ・シーズン
1946年のグランプリ・シーズン
は第二次世界大戦後における最初のグランプリ・シーズンである。レイモン・ソメールが5つのグランプリに勝利して最多勝を挙げたドライバーとなった。マセラティのマシンが開催された20のグランプリのうち9を制し1946年シーズンを席巻した。

## シーズン概要
1948年1月から新しいイタリア国旗が正式に採用されたことに留意。

### グランプリ
| 開催日   | レース                                 | サーキット                             | 優勝者                         | コンストラクター | レポート |
| -------- | -------------------------------------- | -------------------------------------- | ------------------------------ | ---------------- | -------- |
| 4月22日  | ニースグランプリ                       | ニース市街地コース                     | ルイジ・ヴィッロレージ         | マセラティ       | 詳細     |
| 5月12日  | マルセイユグランプリ                   | プラド市街地コース                     | レイモン・ソメール             | マセラティ       | 詳細     |
| 5月19日  | フォレグランプリ                       | サン・ジュストンドレジュー市街地コース | レイモン・ソメール             | マセラティ       | 詳細     |
| 5月30日  | パリ杯                                 | ブローニュの森                         | ジャン＝ピエール・ウィミーユ   | アルファロメオ   | 詳細     |
| 6月9日   | グランプリ・ド・フロンティエ           | シメイ市街地コース                     | レスリー・ブルック             | ERA              | 詳細     |
| 6月9日   | ルネ・ル・ベーグ杯                     | サン＝クルー市街地コース               | レイモン・ソメール             | マセラティ       | 詳細     |
| 6月15日  | グランズデン・ロッジ                   | グランズデン・ロッジ空港               | ジョージ・アベカシス           | ブガッティ       | 詳細     |
| 6月30日  | ルシヨングランプリ                     | ペルピニャン市街地コース               | ジャン＝ピエール・ウィミーユ   | アルファロメオ   | 詳細     |
| 7月7日   | バーガンディグランプリ                 | ディジョン市街地コース                 | ジャン＝ピエール・ウィミーユ   | アルファロメオ   | 詳細     |
| 7月14日  | アルビグランプリ                       | アルビ市街地コース                     | タツィオ・ヌヴォラーリ         | マセラティ       | 詳細     |
| 7月21日  | ネイションズ・グランプリ               | ジュネーヴ市街地コース                 | ジュゼッペ・ファリーナ         | アルファロメオ   | 詳細     |
| 7月28日  | ナントグランプリ                       | ナント市街地コース                     | "ラフ"                         | マセラティ       | 詳細     |
| 8月10日  | アルスタートロフィー                   | バリークレア市街地コース               | プリンス・ビラ                 | ERA              | 詳細     |
| 8月25日  | シルキュイ・ド・トロワ・ヴィル         | リール市街地コース                     | レイモン・ソメール             | マセラティ       | 詳細     |
| 8月25日  | シルキュイ・ド・トロワ・ヴィル         | リール市街地コース                     | アンリ・ルヴォ                 | マセラティ       | 詳細     |
| 9月1日   | トリノグランプリ                       | ヴァレンティーノ公園                   | アキーレ・ヴァルツィ           | アルファロメオ   | 詳細     |
| 9月29日  | ミラノグランプリ                       | センピオーネ公園                       | カルロ・フェリーチェ・トロッシ | アルファロメオ   | 詳細     |
| 10月6日  | クプ・ジュ・サロン                     | ブローニュの森                         | レイモン・ソメール             | マセラティ       | 詳細     |
| 10月6日  | シルクイート・ド・ガヴェア・ナシオナル | ガヴェア市街地コース                   | チコ・ランディ                 | アルファロメオ   | 詳細     |
| 10月27日 | ペーニャ・リン・グランプリ             | ペドラルベス・サーキット               | ジョルジョ・ペラッサ           | マセラティ       | 詳細     |
| 12月15日 | ボア・ヴィスタグランプリ               | ポルト・サーキット                     | チコ・ランディ                 | アルファロメオ   | 詳細     |

## シーズン結果

### グランプリ優勝者

#### ドライバー
| ドライバー                     | 優勝者 |
| ------------------------------ | ------ |
| レイモン・ソメール             | 5      |
| ジャン＝ピエール・ウィミーユ   | 3      |
| チコ・ランディ                 | 2      |
| ジョージ・アベカシス           | 1      |
| ”ラフ”                         | 1      |
| プリンス・ビラ                 | 1      |
| レスリー・ブルック             | 1      |
| ジュゼッペ・ファリーナ         | 1      |
| アンリ・ルヴォ                 | 1      |
| タツィオ・ヌヴォラーリ         | 1      |
| ジョルジョ・ペラッサ           | 1      |
| カルロ・フェリーチェ・トロッシ | 1      |
| アキーレ・ヴァルツィ           | 1      |
| ルイジ・ヴィッロレージ         | 1      |

#### コンストラクター
| コンストラクター | 勝利数 |
| ---------------- | ------ |
| マセラティ       | 9      |
| アルファロメオ   | 8      |
| ERA              | 2      |
| ブガッティ       | 1      |